# CrossPoint
CrossPoint (abgekürzt meist XP) ist ein mittlerweile freies textorientiertes Mailprogramm für verschiedene Mailboxnetze wie das Z-Netz, FidoNet und das MausNet. Darüber hinaus beherrscht CrossPoint auch Internet-Mail und Usenet-News, dies sowohl über UUCP als auch mittels externer Clients über die Protokolle POP3/SMTP und NNTP. CrossPoint ist damit auch in Zeiten grafischer Benutzeroberflächen ein vollwertiger Mail- und Newsreader, der unter nahezu allen bekannten Betriebssystem-Plattformen eingesetzt werden kann.

## Programmzweck
Ursprünglich war CrossPoint ein sogenanntes Pointprogramm, d. h. eine Software zum automatisierten Senden und Empfangen von privaten und öffentlichen Mitteilungen zu einem Mailbox-Rechner. Pointprogramme sind darauf optimiert, die Online-Zeiten des Benutzers möglichst kurz zu halten, zum einen, um Online- bzw. Telefongebühren zu minimieren, zum anderen, um die Telefonleitung der Mailbox für andere Benutzer wieder freizumachen. Dabei wurden zum Versand anstehende Nachrichten gesendet und eingegangene Nachrichten heruntergeladen. Danach wurde die Verbindung getrennt. Diese Prozedur wurde für gewöhnlich einmal täglich durchgeführt.

## Entwicklungsgeschichte

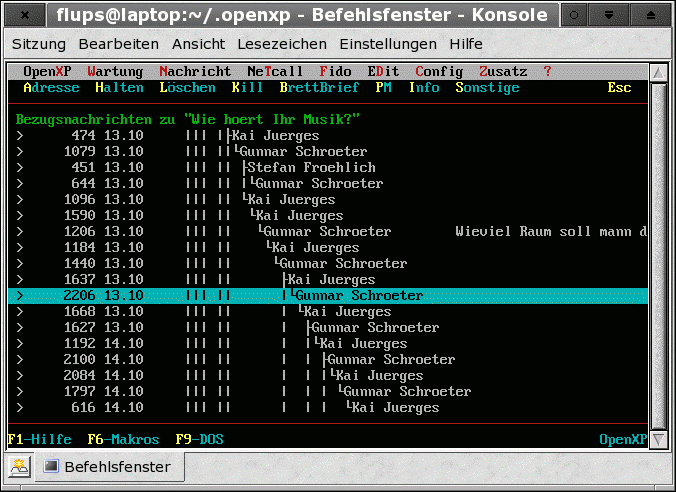
CrossPoint-Nachfolger OpenXP in einer KDE-Konsole unter Linux

Ende 1991 begann Peter Mandrella mit der Entwicklung von CrossPoint. Maßgebliche Ursache war dabei seine eigene Unzufriedenheit über das bis dato von ihm verwendete Pointprogramm MessageBase (kurz: MsgBase) von Holger Lembke, das auch als Vorlage für die CrossPoint-Entwicklung diente.
CrossPoint v1.0 wurde 1992 als Shareware für das Betriebssystem DOS veröffentlicht. Es war ein reines Pointprogramm für das Z-Netz und dessen Datenaustausch-Protokoll Netcall. Ende 1992 erschien die Version 2.0, die darüber hinaus noch FidoNet, MausNet, MagicNet, QuickMail sowie das Datenformat des neuen Z-Netz-Protokolls ZConnect unterstützte. CrossPoint war damit neben MessageBase das erste Pointprogramm, das von Haus aus und ohne zusätzlich zu installierende Konverter mit nahezu allen damals relevanten Mailbox-Netzen zusammenarbeitete.
Unter den DOS-Pointprogrammen setzte CrossPoint neue Maßstäbe bei Funktionsumfang und Benutzerkomfort. In der Blütezeit der Mailboxnetze Mitte der 1990er Jahre war es mit schätzungsweise 25.000 Anwendern das mit Abstand am weitesten verbreitete Pointprogramm, speziell im deutschen FidoNet und im Z-Netz. Damit löste es neben MessageBase das Z-Netz-"Ur-Pointprogramm" QuickPOINT von Marc Zimmermann und im deutschen FidoNet das Programm Yuppie! ab.
Ab Version 2.15β (August 1993) beherrscht CrossPoint auch Internet-Mail und Usenet-News über das Protokoll UUCP. Mit diversen Freeware-Paketen (z. B. UKA PPP oder UKAD für DOS bzw. VSoup oder UKAW für Windows), die in der CrossPoint-Originalversion über Batchdateien und in den weiterentwickelten Versionen über eine eigens hierfür implementierte Schnittstelle eingebunden werden, kann man auch über TCP/IP-Verbindungen die Protokolle POP3/SMTP und NNTP nutzen und so auf beliebige Mail- und Newsserver im Internet zugreifen.
1996 stellte Peter Mandrella die Weiterentwicklung von CrossPoint ein. Im Dezember 1999 gab er die Quelltexte von CrossPoint 3.20β unter einer eigenen Lizenz frei, die auf deren Basis entwickelten Nachfolgeversionen blieben jedoch (zunächst noch) registrierungspflichtig. Im Februar 2001 wurden die Quelltexte in einer zusätzlichen Lizenz dann unter die GNU General Public License (GPL) gestellt; die Registrierungspflicht für unter dieser Lizenz weiterentwickelte Versionen entfiel. Bereits unter der bisherigen Lizenz begonnene Weiterentwicklungen hatten die Wahl, diese (und damit sowohl Registrierungspflicht wie auch den Namen „CrossPoint“) beizubehalten, oder zur GPL zu wechseln und damit das Programm nicht mehr „CrossPoint“ nennen zu können (es sei denn gegen kostenpflichtige Lizenzierung dieser von Peter Mandrella eingetragenen Marke).
Auf Initiative des Maintainers von FreeXP (damals noch OpenXP/16) hat Peter Mandrella im Juni 2003 die Registrierungspflicht dann auch für die unter der ursprünglichen Lizenz entwickelten Versionen aufgehoben, so dass die ehemalige Shareware unabhängig von der jeweils geltenden Quelltextlizenz nun sowohl Freeware (im Sinne von nicht mehr kostenpflichtig) als auch freie Software (im Sinne frei zugänglicher Quelltexte) ist.

### Zusatzprogramme
Als Ergänzung zu Crosspoint wurden verschiedene Erweiterungen entwickelt. Eines der populärsten und leistungsfähigsten Zusatzprogramme für Crosspoint ist ein Filterprogramm namens XpFilter, mit dem man über weitreichend anpassbare Befehle unter anderem durch reguläre Ausdrücke eingehende (oder ausgehende) Nachrichten umleiten, filtern oder manipulieren kann, so dass für Crosspoint – ausdauernden eigenen Einsatz zur Definition des Filters vorausgesetzt – ein nahezu beispiellos individuell anpassbarer Schutz vor Spam möglich ist.

## Multinetzfähigkeit und damit verbundene Nachteile
Neben aktuellen Internet/Usenet-Standards unterstützt CrossPoint auch praktisch alle (ehemals) relevanten Mailboxnetze. Um dies zu erreichen, werden diese „Fremdformate“ intern in das ZConnect-Format umgewandelt. Eine solche Umwandlung ist aber problematisch, da sich die verschiedenen Standards in ihren Fähigkeiten unterscheiden. Sie stößt bei komplexen Techniken wie z. B. MIME an ihre Grenzen. Neuere Versionen von CrossPoint und insbesondere FreeXP haben allerdings viele frühere diesbezügliche Probleme gelöst. Auf Grund der internen Verwendung von ZConnect finden sich in Programm und Dokumentation beinahe nur Z-Netz-Terminologien wie zum Beispiel „Brett“ statt „Newsgroup“, „PM“ statt „E-Mail“ oder „AM“ statt „Posting“. Dies führt dazu, dass Nutzer bevorzugt diese Begriffe auch in Netzen verwenden, in denen sie nicht üblich sind. Ein weiterer Kritikpunkt ist, dass die Unterstützung vieler verschiedener Formate ohne Verwendung eines Objekt-Modells zu einem unübersichtlichen Quelltext geführt habe.

## Nachfolger

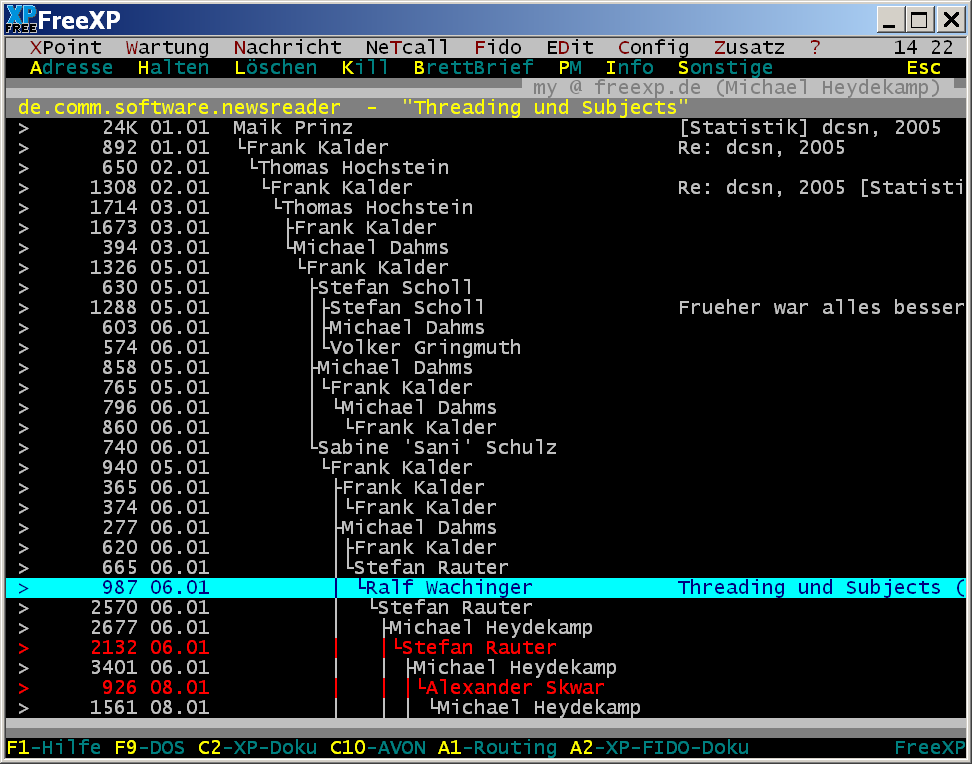
CrossPoint-Nachfolger FreeXP in einer Konsole unter Windows XP

Nach der Freigabe der Quelltexte entstanden verschiedene Weiterentwicklungen (die meisten unter der ursprünglichen Lizenz, eine unter der GNU GPL) sowie Portierungen auf andere Systeme. Die Weiterentwicklung der unter der „alten“ Lizenz stehenden Versionslinien FreeXP und XP2 fand weiterhin unter dem Namen „CrossPoint“ statt, während die unter der GNU GPL weiterentwickelte Version OpenXP diesen nicht mehr verwenden durfte. Alle Versionen trugen in ihrem (ggf. zusätzlichen) Eigennamen aber das Kürzel XP, das schon ab Version 1.0 die gebräuchliche Abkürzung für CrossPoint war.
Da die herkömmlichen Mailbox-Netze inzwischen keine nennenswerte Rolle mehr spielen, stand bei der Weiterentwicklung vor allem der Ausbau der Fähigkeiten von XP als Mail- und Newsreader für Internet/Usenet im Vordergrund. Alle weiterentwickelten XP-Versionen waren (allerdings in unterschiedlich hohem Maß) MIME- und Multipart-fähig, unterstützten je nach Version eine unterschiedlich große Anzahl von Zeichensätzen (inkl. UTF-7/8), während die letzte Originalversion v3.12d vom ursprünglichen Autor Peter Mandrella nur eine rudimentäre MIME-Unterstützung bot und daher aus heutiger Sicht für den Mail- und News-Einsatz im Internet/Usenet nicht mehr empfohlen werden kann und dort auch keine nennenswerte Verbreitung mehr hat.
Die Quelltexte aller weiterentwickelten Versionen sind öffentlich verfügbar, entweder über ein Versionsverwaltungssystem wie CVS oder SVN, oder sie werden als Komplettpaket zum Download angeboten. Diese sind:

### FreeXP (DOS, Windows)
Ursprünglich der von OpenXP im Januar 2002 übernommene und eigenständig zunächst unter dem Namen OpenXP/16 weitergeführte 16-Bit-Zweig; die Namensänderung erfolgte im Juli 2003 u. a. wegen des seitdem geltenden Freeware-Status und der klareren begrifflichen Abgrenzung zu OpenXP. Dank der noch immer aufwendig betriebenen Weiterentwicklung des Nachrichtenkonvertierers „UUZ“ verfügt FreeXP über den höchsten Grad an RFC-Konformität aller XP-Derivate. Dies dürfte, neben zusätzlich implementierter Funktionen wie MIME-Multipart-Versand und „Reply-To-All“, zahlreichen Bugfixes sowie der hohen Stabilität, der Grund dafür sein, dass FreeXP das wohl seinerzeit am häufigsten eingesetzte XP-Derivat ist.

### OpenXP (Windows, Linux)
Die einzige bekannte Weiterentwicklung unter der GNU GPL (32 Bit). OpenXP hat durch die aufwendige Umstellung auf 32-Bit-Code die besten Hoffnungen auf Perspektiven.

### XP2 (DOS)
2000 entstandener Fork vom OpenXP-Projekt, seit 2002 gibt es jedoch keine neue öffentliche Beta-Version und die Weiterentwicklung „ruht“ nach offizieller Lesart. Wegen der in FreeXP noch fehlenden Funktionen „MsgID-Request“ und „HdrOnly“ genoss XP2 bei einigen Anwendern eine hohe Akzeptanz, speziell in Kooperation mit dem XP2-kompatiblen und von FreeXP entwickelten „Enhanced UUZ“. Eine Freeware-Version von XP2, in der die Beschränkungen der registrierungspflichtigen Fassung deaktiviert bzw. entfernt worden wären, existiert nicht.